# Exercise and Sport Sciences Reviews
Exercise and Sport Sciences Reviews is een internationaal, aan collegiale toetsing onderworpen wetenschappelijk tijdschrift op het gebied van de fysiologie.
De naam wordt in literatuurverwijzingen meestal afgekort tot Exerc. Sport Sci. Rev.
Het wordt uitgegeven door Lippincott Williams & Wilkins en verschijnt 4 keer per jaar.